# Sainte-Rose (Réunion)
Sainte-Rose ist eine französische Gemeinde im Übersee-Département Réunion mit 6450 Einwohnern (1. Januar 2022).

## Geographie
Das 166,7 km² umfassende Gemeindegebiet Sainte-Rose liegt im Osten der Insel Réunion. Die nördliche Gemeindegrenze markiert der Fluss Rivière de l’Est, im Süden verläuft die Grenze vom Schlot des Vulkans Piton de la Fournaise bis zum Grand Brûlé, dem Küstenabschnitt des Vulkanhanges.
Nachbargemeinden von Sainte-Rose sind La Plaine-des-Palmistes, Saint-Benoît, Saint-Joseph, Saint-Philippe und Le Tampon.

## Geschichte
- Am 16. August 1809 landeten die Briten unter dem Kommando vom Kapitän Robert Corbet bei Sainte-Rose auf Réunion. Sie wurden hier von der Nationalgarde von Saint-Benoît am 25. August geschlagen.
- Im Januar 1901 strandete in einem Sturm der britische Dampfer „Kaisairi“ bei Sainte-Rose. 23 der 75-köpfigen Mannschaft starben hierbei.
- Im April 1977 wurde der Ortsteil Piton Sainte-Rose bei einem Ausbruch des benachbarten Vulkans Piton de la Fournaise von einem Lavastrom teilweise verschüttet, die Kirche, früher Sainte-Rose, heißt seither Notre-Dame-des-Laves.

## Infrastruktur
In der Gemeinde gibt es ein Collège mit 517 Schülern (2005).
EDF betreibt hier ein Wasserkraftwerk, darüber hinaus gibt es eine private Windkraft-Farm.

## Politik
- Bürgermeister ist seit 2001: Bruno Mamindy-Pajany

## Sehenswürdigkeiten
- Die erkalteten Lava-Ströme der Vulkanausbrüche des Piton-de-la-Fournaise-Vulkans im Ortsteil Grand Brûlé.
- Die Kirche Notre-Dame-des-Laves, welche 1977 bis zur Eingangstür von Lava eingeschlossen wurde
- Anse des Cascades, ein kleiner Fischereianleger und Wasserfälle

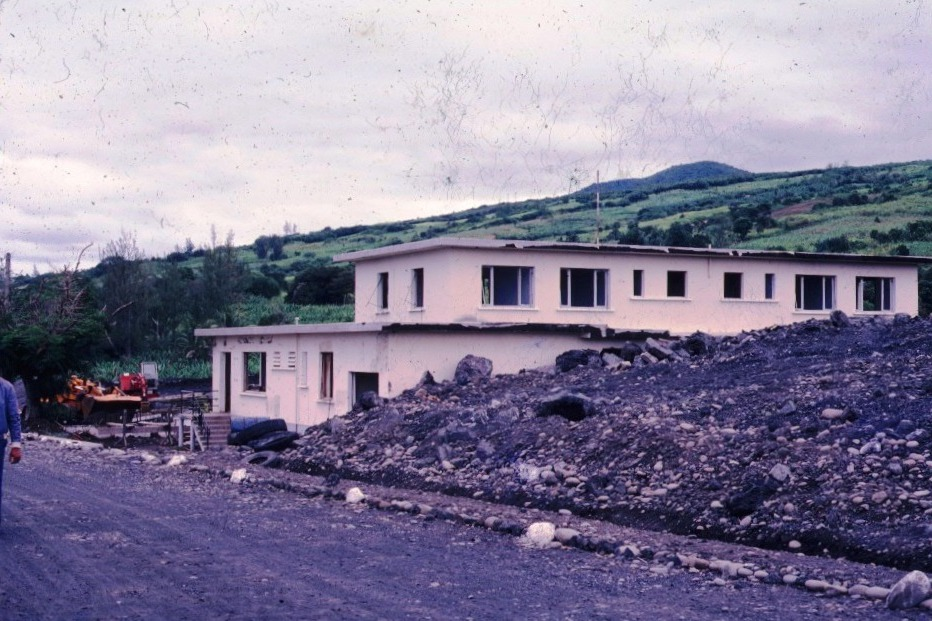
Die vom Vulkanausbruch von 1977 beschädigte Polizeiwache
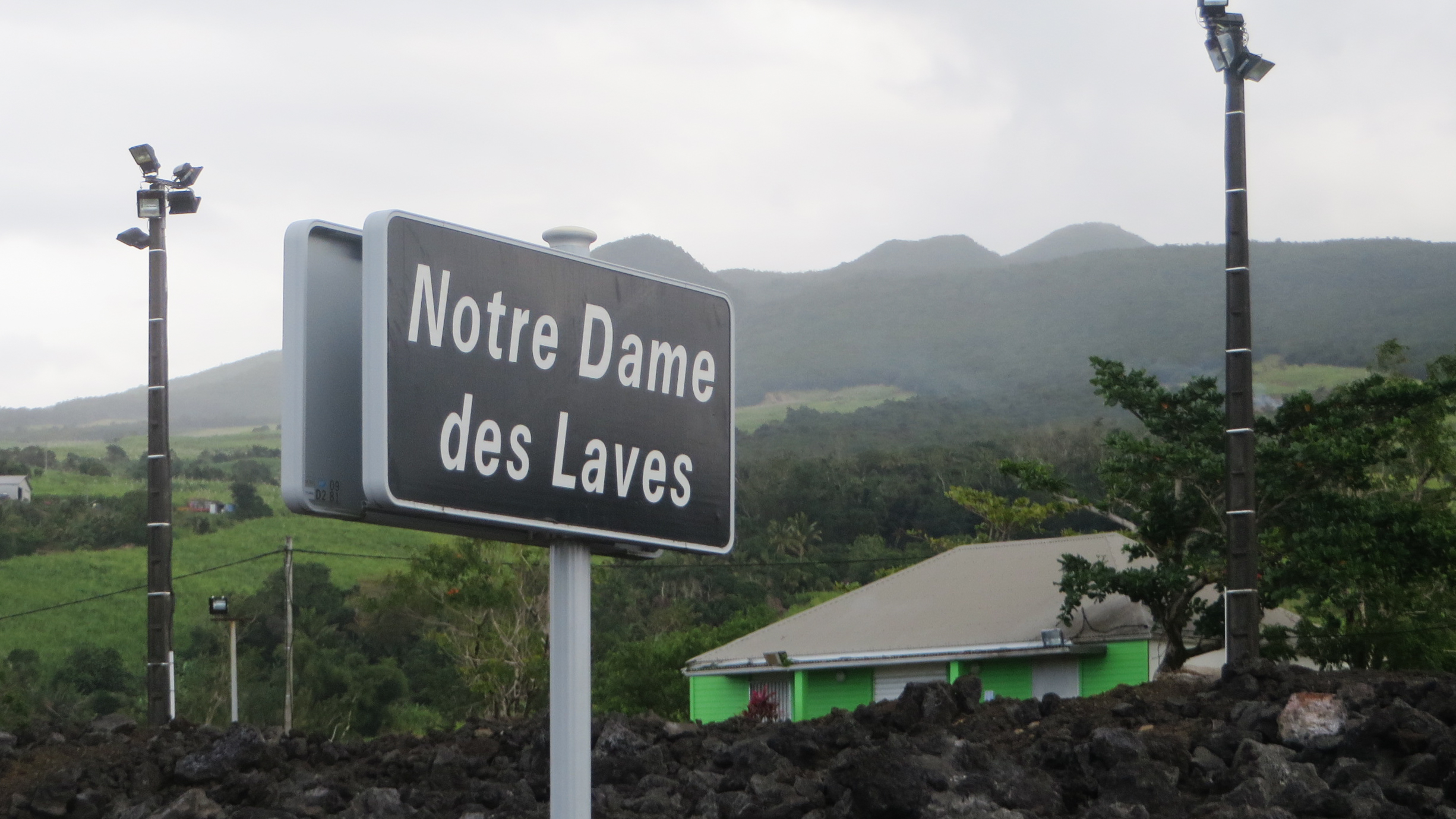
Hinweisschild
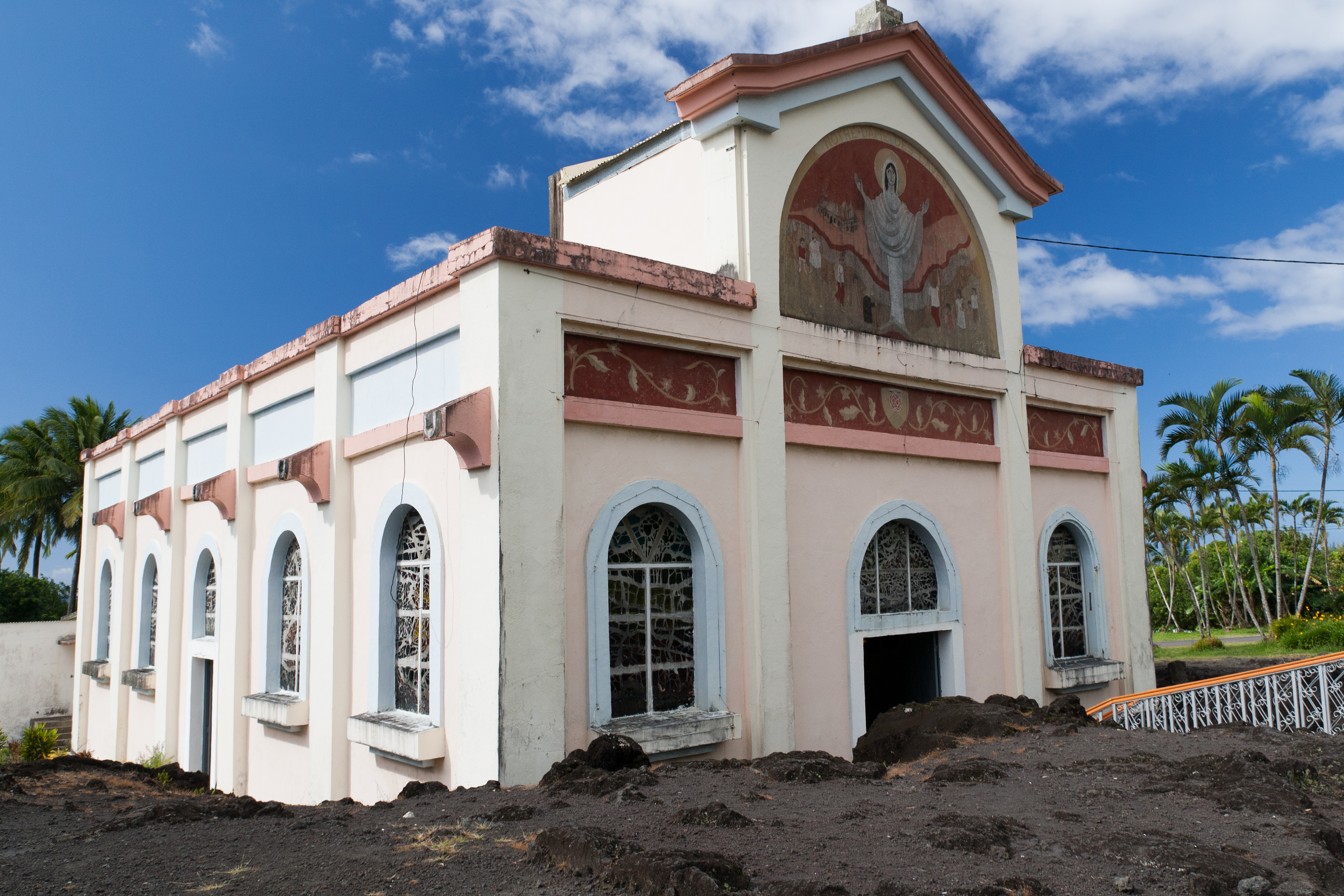
Kirche Notre-Dame-des-Laves
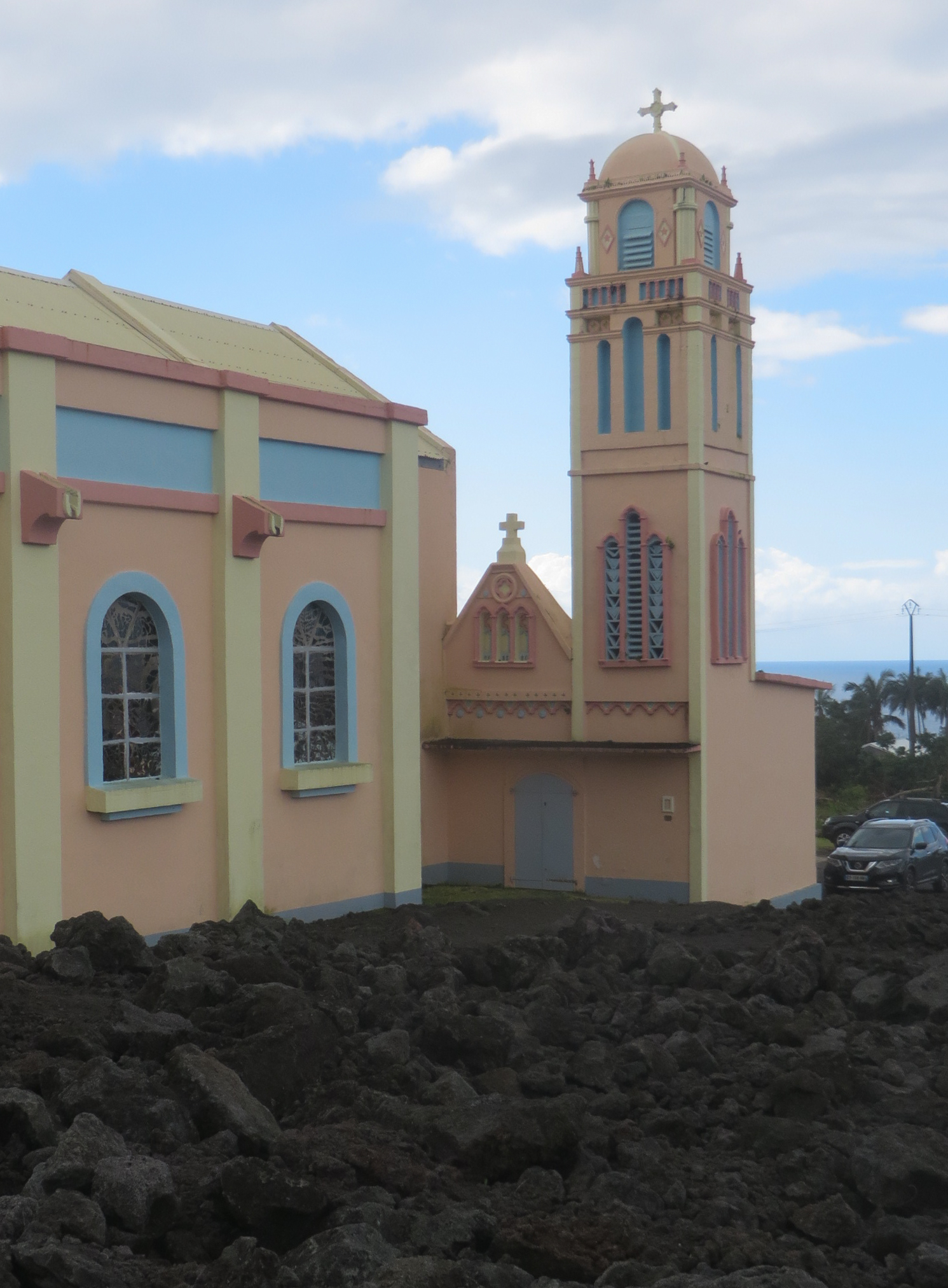
Notre-Dame-des-Laves
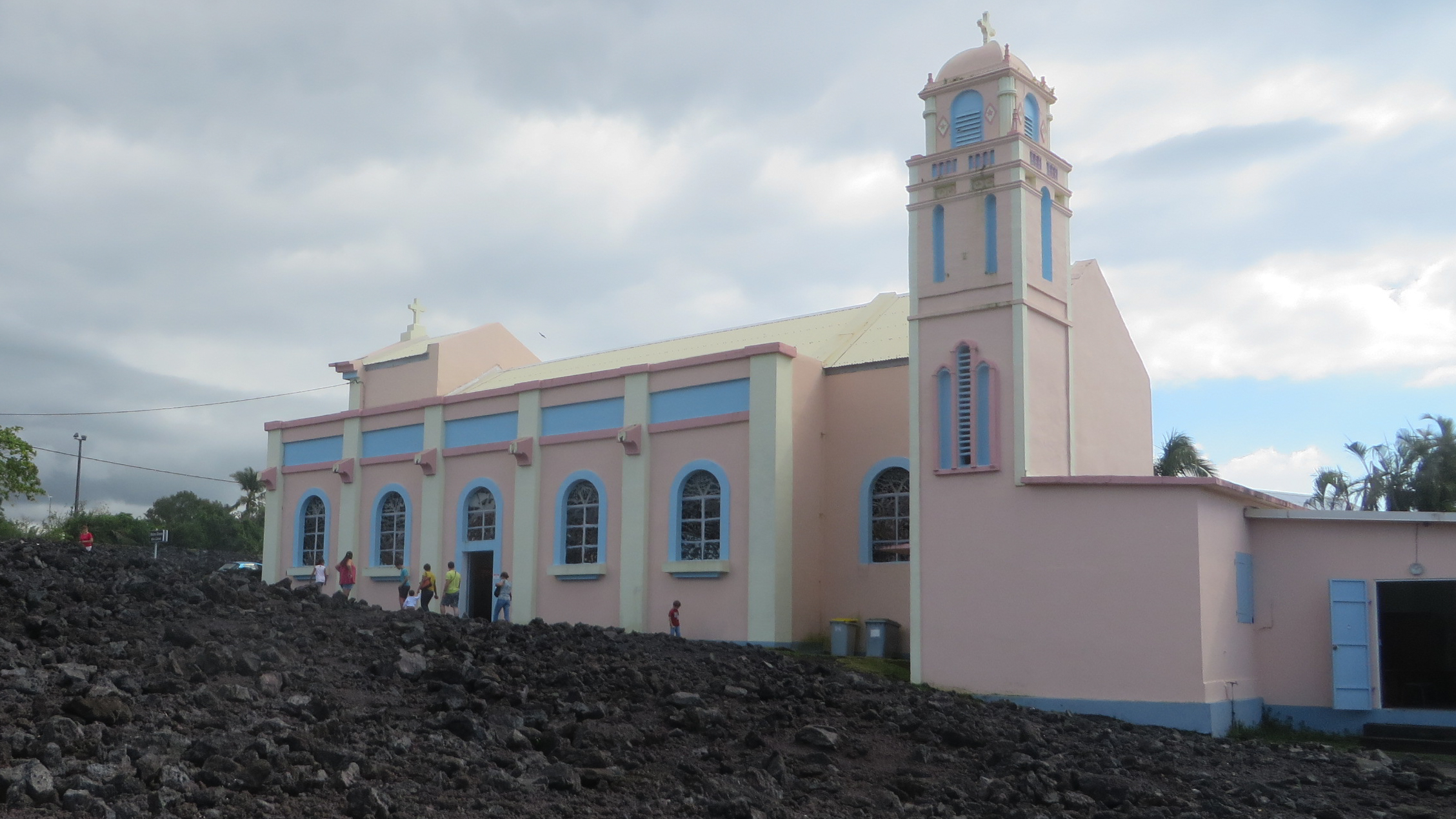
Seitliche Ansicht der Kirche